# Франклин (аэропорт, Калифорния)
Аэропорт Франклин-Филд (англ. Franklin Field, (FAA LID: F72), ранее Q53) — государственный гражданский аэропорт, расположенный в шести километрах к юго-востоку от делового центра города Франклин, округ Сакраменто (Калифорния), США.
В годы Второй Мировой войны аэропорт использовался в качестве тренировочного для бомбардировщиков.
С 1947 года аэропорт находится в собственности округа Сакраменто и обслуживает главным образом рейсы авиации общего назначения.

## Операционная деятельность
Аэропорт Франклин-Филд занимает площадь в 201 гектар, расположен на высоте 6 метров над уровнем моря и эксплуатирует две взлётно-посадочные полосы:
- 18/36 размерами 988 х 18 метров с асфальтовым покрытием;
- 9/27 размерами 945 х 18 метров с асфальтовым покрытием.